# 昂莱瑞维尼
昂莱瑞维尼（法語：Han-lès-Juvigny，法語發音：[ɑ̃ lɛ ʒyviɲi]，意为“瑞维尼附近的昂”）是法国默兹省的一个市镇，属于凡尔登区。

## 地理
昂莱瑞维尼（49°28'52"N, 5°19'56"E）面积5.44 平方千米，位于法国大東部大區默兹省，该省份为法国西北部内陆省份，北与比利时接壤，西接马恩省和阿登省，南至上马恩省和孚日省，东临默尔特-摩泽尔省。
与昂莱瑞维尼接壤的市镇（或旧市镇、城区）包括：维尼厄勒苏蒙梅迪、卢瓦松河畔瑞维尼、蒙梅迪、坎西-朗泽库尔。

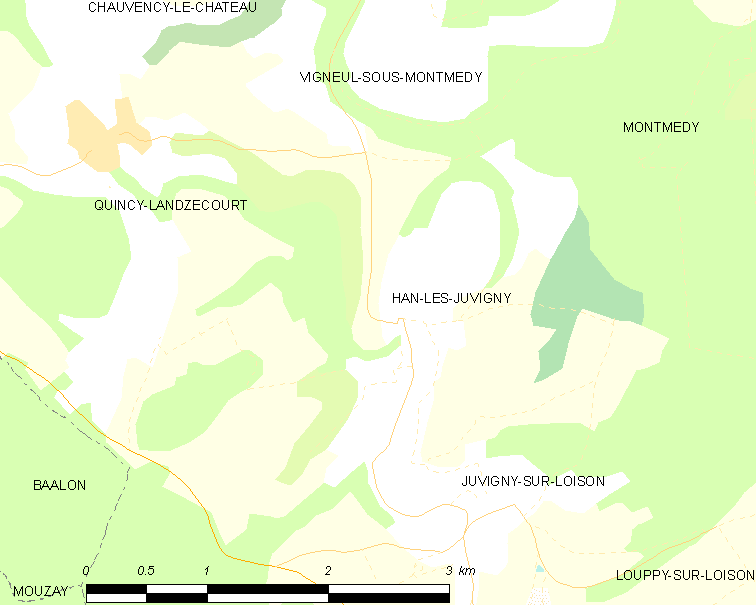
昂莱瑞维尼的OSM定位图

昂莱瑞维尼的时区为UTC+01:00、UTC+02:00（夏令时）。

## 行政
昂莱瑞维尼的邮政编码为55600，INSEE市镇编码为55226。

## 政治
昂莱瑞维尼所属的省级选区为蒙梅迪县。

## 人口

1962-2008年间昂莱瑞维尼人口变化图示

昂莱瑞维尼于2022年1月1日时的人口数量为125人。